# IC 1825
IC 1825 ist eine Spiralgalaxie vom Hubble-Typ Sc im Sternbild Walfisch am Südsternhimmel. Sie ist schätzungsweise 231 Millionen Lichtjahre von der Milchstraße entfernt.
Das Objekt wurde am 29. Januar 1897 vom französischen Astronomen Stéphane Javelle entdeckt.